# حمام کلیمیان
حمام کلیمیان مربوط به دوره قاجار است و در یزد، محله کلیمیان چهار سوق کلیمیان واقع شده و این اثر در تاریخ ۷ مهر ۱۳۸۱ با شمارهٔ ثبت ۶۵۵۳ به‌عنوان یکی از آثار ملی ایران به ثبت رسیده است.